# Tracy-le-Mont
Tracy-le-Mont ist eine französische Gemeinde mit 1.701 Einwohnern (Stand: 1. Januar 2022) im Département Oise in der Région Picardie. Sie gehört zum Arrondissement Compiègne und zum Kanton Compiègne-1.

## Geografie
Die Gemeinde Tracy-le-Mont liegt in einem Seitental der Oise, etwa 14 Kilometer ostnordöstlich von Compiègne. Umgeben wird Tracy-le-Mont von den Nachbargemeinden Tracy-le-Val im Norden, Moulin-sous-Touvent im Osten, Attichy im Südosten und Süden, Saint-Crépin-aux-Bois im Süden und Südwesten, Saint-Léger-aux-Bois im Westen sowie Bailly im Nordwesten.

## Bevölkerungsentwicklung
| Jahr                       | 1962 | 1968 | 1975 | 1982 | 1990 | 1999 | 2006 | 2012 | 2021 |
| -------------------------- | ---- | ---- | ---- | ---- | ---- | ---- | ---- | ---- | ---- |
| Einwohner                  | 1341 | 1454 | 1491 | 1544 | 1636 | 1698 | 1710 | 1747 | 1707 |
| Quellen: Cassini und INSEE |      |      |      |      |      |      |      |      |      |

## Sehenswürdigkeiten

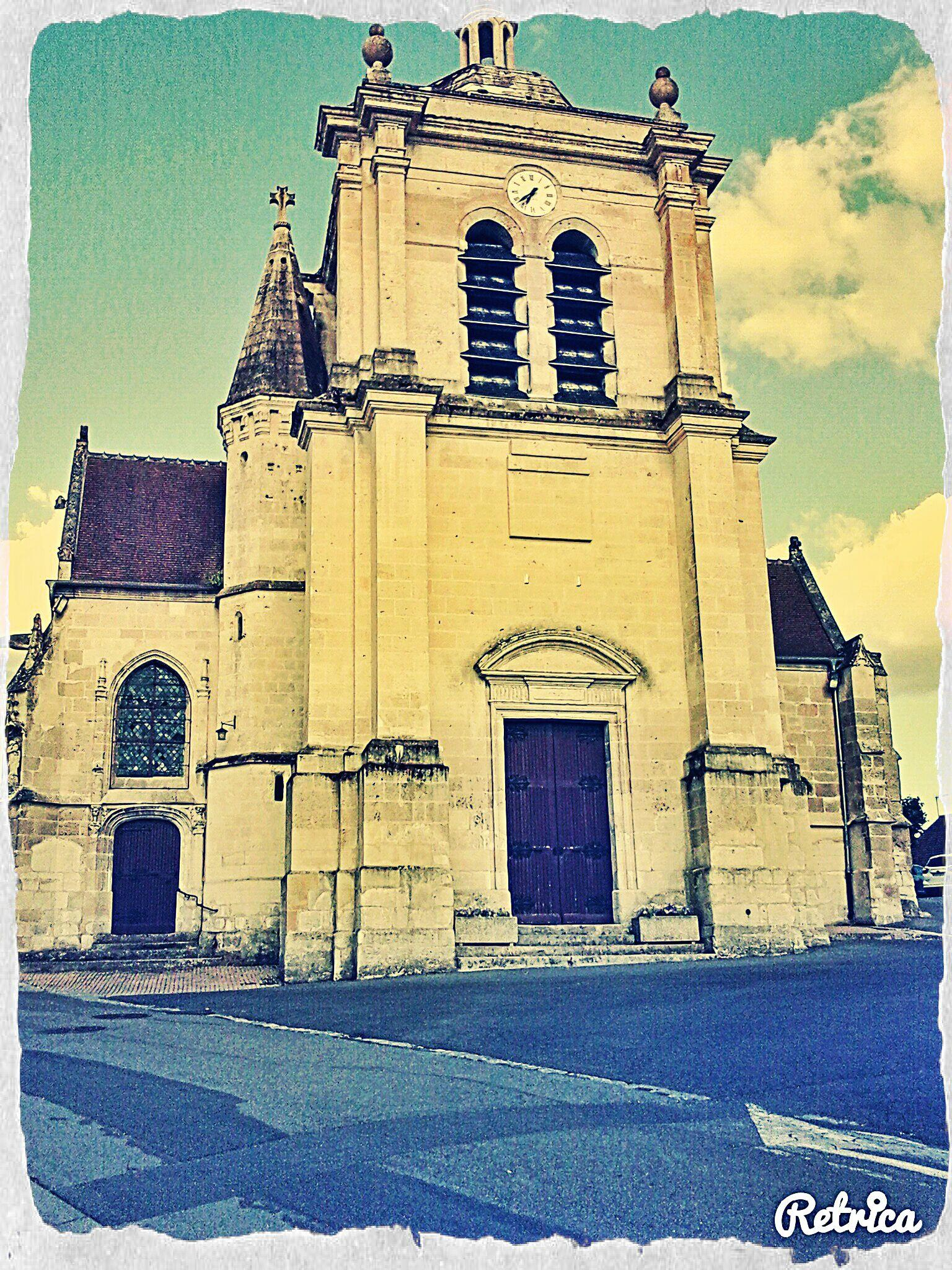
Kirche Saint-Brice
- französischer Soldatenfriedhof

- Kirche Saint-Brice